# Quatuor à cordes no 3 de Bridge
Pour les articles homonymes, voir Quatuor à cordes no 3.
Le Quatuor à cordes no 3 H.175 est une composition de musique de chambre de Frank Bridge. Composé en 1925-1926 révisé en 1927, sa polyphonie dense, chromatique et bitonale se rattache à la seconde école de Vienne notamment avec Alban Berg. Il est créé par le Quatuor Kolisch.

## Structure
1. Andante moderato - Allegro moderato
2. Andante con moto
3. Allegro energico

- Durée d'exécution : trente minutes.